# Martin Bo Lindsten
Martin Bo Lindsten (født 25. juli 1981 i Maribo) er en dansk skuespiller. Han har primært været teaterskuespiller på en række teatre fra debuten på Nørregadeteatret i Maribo til Det Kongelige Teater. Han har desuden medvirket i flere film og tv-serier og er nok bedst kendt for sin rolle i tv-julekalenderne om Tinka, hvor han spillede Lasses og Astrids far Mikkel.

## Liv og karriere
Martin Bo Lindsten blev født i Maribo i 1981 som søn af Bodil, der var pædagog, og Jørgen, der var sælger. Martin havde tre ældre søstre. Som barn var han især optaget af at spille fodbold, indtil det relativt nystartede amatørteater i Maribo Nørregadeteatret i 1994 skulle spille musicalen Oliver bygget over Dickens' roman Oliver Twist. Teatret havde brug for børn på scenen, og Martins skolelærer, der var tilknyttet Nørregadeteatret, spurgte i sin klasse efter deltagere. Det blev vejen ind til teatret for Martin, der elskede arbejdet med forestillingen og siden aldrig forlod teaterverdenen. Han prøvede kræfter med større og større roller i Nørregadeteatrets forestillinger i de følgende år, således Nicholas Nickleby, Gøgereden, Amadeus og Trold kan tæmmes. Sit store gennembrud fik han i 2005 med hovedrollen i musicalen Aladdin på Maribos store udendørsscene i Hylddalen. Lindsten fik stor ros for sin optræden. Teatrets leder Frank Rubæk kaldte således Lindsten for teatrets største talent. Året efter blev Lindsten optaget på Skuespillerskolen ved Odense Teater. I 2007 modtog han Kulturlegat Lolland. Han blev færdiguddannet fra skuespillerskolen i Odense i 2010.
Lindsten har blandt andet medvirket i forestillinger på Det Kongelige Teater, Odense Teater, Aalborg Teater, Folketeatret, Edison Teatret, Teater V, Svalegangen og Rønne Theater. Han har som professionel også flere gange været tilbage i roller på Nørregadeteatret, der siden 2007 har været et professionelt egnsteater, således i en rolle i forestillingen 2:22 - En spøgelseshistorie, der havde Danmarkspremiere på Nørregadeteatret i 2024. Selvom han primært har arbejdet på teatre, har han også medvirket i nogle film og tv-serier. Udenfor hjemegnen er han mest kendt for sin rolle i tv-julekalenderne om Tinka, hvor han spiller Lasses og Astrids far. Han spillede samme rolle i musicalen Tinka i Glassalen i Tivoli i 2024.

## Roller

### Teater
Lindsten har medvirket i mange teateropsætninger, blandt andet:
- Den vægelsindede (2016, Odense Teater)[1]
- Anna Karenina (2017, Odense Teater)[1]
- Jeppe på bjerget
- Som man behager
- Amadeus (2019, Det Kongelige Teater)[1]
- Mutter Courage og hendes børn (2020, Det Kongelige Teater)[1]
- Hobbitten (2021-22, Det Kongelige Teater)[1]

## Film
Han har medvirket i følgende film- og tv-produktioner:
- Jagtsæson (2019)  - Steen
- Ønskebarn (2022) - Kaspar
- Jagtsæson 2 - I medgang og modgang (2024) - Steen

### Tv-serier
- Simon & Malou (2009)
- Norskov (afsnit 2, 2015) - arkitekt
- Tinkas juleeventyr (2017) - Mikkel
- The Rain (2018, én episode) - Vildes far
- Tinka og Kongespillet (2019) - Mikkel
- Tinka og Sjælens Spejl (2022) - Mikkel
- Orkestret (2022) - Tobias' far
- Den som dræber - Fanget af mørket (2023, to episoder) - Simon